# Cogna Educação
Cogna, früher bekannt als Kroton, ist das größte private Bildungsunternehmen der Welt und wurde 1966 in Belo Horizonte gegründet. Es ist seit über 45 Jahren in verschiedenen Bildungsbereichen tätig, wie Vorschulen, Grundschulen, Sekundarschulen, Erwachsenenhochschulen, Colleges, kostenlosen Kursen und anderen damit verbundenen Bildungsaktivitäten sowie Hochschul-, Berufs- und Postgraduierungsausbildung.

## Beschreibung
Derzeit verfügt Cogna über 176 Hochschulen in 116 Städten in Brasilien sowie über 1.410 vom Bildungsministerium akkreditierte Fernunterrichtszentren. Es werden auch Vorbereitungskurse unter der Marke LFG angeboten. Im Primar- und Sekundarbereich zählte das Unternehmen im zweiten Quartal 2019 36.000 Schüler in 54 eigenen Schulen, 26.000 Schüler in 125 Einheiten von Red Balloon und 1,3 Millionen Schüler, die mit den Kerninhalten, ergänzenden Inhalten und digitalen Diensten des Lernsystems an rund 3.800 assoziierten Schulen betreut wurden.
Das Unternehmen ist auch im Vertrieb, Großhandel, Einzelhandel, Import und Export von Lehrbüchern, Zeitschriften und anderen Veröffentlichungen tätig. Darüber hinaus befasst es sich mit der Lizenzierung von schulbezogenen und pädagogischen Produkten. Das Unternehmen betreibt eigene Standorte unter verschiedenen Marken. Es betreibt außerdem 804 assoziierte Schulen in Brasilien unter der Marke Pitagoras sowie fünf Partnerschulen in Japan und eine Partnerschule in Kanada.
Es ist das größte brasilianische Unternehmen im Hochschulsegment, gemessen an der Anzahl der Studenten und dem Umsatz. Im Juli 2014 fusionierte das Unternehmen mit seinem größten Konkurrenten Anhanguera Educacional und avancierte nach Marktkapitalisierung zum größten Hochschulunternehmen der Welt.
2019 änderte das Unternehmen seinen Namen von Kroton auf Cogna und verlegte seinen Hauptsitz von Belo Horizonte nach São Paulo. Auf seiner brasilianischen Website bezeichnet sich das Unternehmen allerdings weiterhin als Kroton. Der größte Konkurrent des Unternehmens ist das in Rio de Janeiro ansässige Unternehmen YDUQS.